# Taeko Ōyama
Taeko Ōyama (大山妙子?, Ōyama Taeko; Tokyo, 18 giugno 1974) è un'ex cestista giapponese.

## Carriera
Con il Giappone ha disputato due edizioni dei Giochi olimpici (Atlanta 1996 e Atene 2004) e tre dei Campionati del mondo (1994, 1998, 2002).